# 谷澤ウッドストック
谷澤ウッドストック（たにざわうっどすとっく、本名：谷澤慶太（たにざわけいた）、1990年9月28日–）は、日本のシンガーソングライター。

## 人物
出身地域である関西を中心に弾き語りを行っている。その活動は年々、全国へと広げており、関東や九州といった地域でもライブを行うことが珍しくない。また不定期だがInstagramのライブ配信機能を利用したインスタライブも行っている。
大のお酒好きであり、インスタライブでは飲酒しながら演奏することが多い。
ステージはライブハウスをはじめ、居酒屋、喫茶店、服屋、ギャラリーなど、場所を選ばないライブスタイル。聴く人に寄り添う歌を歌っている。曰く「何気ないことを大げさに、壮大なテーマを何気なく。」

## DISCOGRAPHY

### 日々(2024)
2024.12.17 Digital Release
1. 日々(2024)【「おやじキャンプ飯 シーズン４～大分編」主題歌】

### Iの衆
2024.07.17 Release
1. 愛の衆
2. 運河
3. そんな男やめときなよ
4. リビング【映画「living〜罪と罰〜」主題歌】
5. 庭園
6. 手に春風
7. 映画を見た
8. 心臓
9. ef58
10. フォークソングが聴こえる
11. 700の風と沿岸列車
12. bonus track 運河(short ver.) 【「おやじキャンプ飯 シーズン3」主題歌】

### 運河
2024.01.03 Digital Release
1. 運河(弾き語り)【「おやじキャンプ飯 シーズン3」主題歌】

### 手紙を書く
2022.02.28 Release
1. 日の出
2. 春雨
3. 身近な人
4. 銭湯
5. 入れもの(ただの音楽)
6. 手紙(を書く)
7. 手紙
8. 灯し火-drama ver.-【「おやじキャンプ飯 シーズン1」主題歌】
9. 恋の呪文
10. 借りものみたいになるから
11. 並大抵

### おはよう
2021.09.10 Digital Release
1. おはよう

### ご冗談でしょう
2021.03.01 Release
1. 閉店セール
2. 記念日
3. 恋愛
4. お嫁さん
5. ファイトクラブ
6. 夕暮れの話
7. 忘れる前に
8. ご冗談でしょう(live at かぜのね2020/12/6)

### 灯し火 EP
2020.11.11 Release
1. 灯し火【「おやじキャンプ飯 シーズン1」主題歌】
2. グーグー
3. 悲しみひとつ
4. 朝星(demo)

### folknia
2020.05.20 Release
1. 若者のすべて
2. 宝もの
3. クイズ番組
4. 大丈夫
5. 日々
6. ヤング 感情の詩
7. 1000
8. 歩く人生
9. はじまりのゆくえ
10. 街
11. 季節の花

### みよし
2019.06.23 Release
1. 跳べない魚
2. 私の歌
3. 手紙
4. 少年になれ 少女になれ
5. 帰り道
6. 化粧
7. 夜の街
8. 旅行
9. 約束
10. change song

### 你好
2019.06.23 Release
1. オリンピック 2020
2. NICE GREAT STRONG
3. 人間賛歌
4. 生活 feat. ハカマダユウキ
5. 哀しみの汽車は行く
6. ばい菌マン
7. 馬鹿野郎
8. 急ぐ人
9. 昔話にしよう(你好 ver.)
10. 喧嘩
11. つばめ
12. いい夢みろよ
13. 生活2(bonus truck)

### 一角獣
2018.07.20 Release
1. 並大抵
2. 銭湯
3. ラブレター
4. レコード
5. 一十百千万の可能性
6. 反省文
7. 殺すなんて
8. 旅人
9. 夜に唄えば
10. ローリングストーン
11. 灯りともすように
12. Vasco da Gama(bonus truck)

### 無料の音楽
2017.09.17 Release
1. 愛が多すぎて
2. 入れもの(ただの音楽)
3. 急に休みになった日
4. dashi 白髪 シミ
5. 別れ
6. Rec
7. 鮫
8. デニール
9. 息
10. 檸檬
11. リードボーカルの唄
12. エンドロール
13. 綺麗なうたが歌えない
14. そんな会話
15. 夢のバイキング(bonus truck)